# Jan Gzula
Jan Gzula (ur. 29 czerwca 1927 w Wiśniewie, zm. 26 kwietnia 2014) – polski działacz ludowy, kulturalny i społeczny, regionalista, dyrektor Gminnego Ośrodka Kultury w Kiernozi. 

## Życiorys
Ukończył szkołę podstawową w Kiernozi, a następnie Liceum Pedagogiczne w Łowiczu i Studium Nauczycielskie w Piotrkowie Trybunalskim. Podnosił kompetencje na uniwersytetach ludowych w Brusie i w Boczkach. Pracował jako nauczyciel w szkołach podstawowych w Brodnem-Józefowie oraz w Kiernozi. W 1980 lub 1981 r. objął funkcję dyrektora Gminnego Ośrodka Kultury w Kiernozi i pełnił ją do 1988 r. W okresie dyrekcji Jana Gzuli ośrodek pozyskał lokale w piwnicach pałacu Łączyńskich, które zostały zaadaptowane na potrzeby działalności kulturalnej. Z inicjatywy Jana Gzuli powstała Kronika Gminnego Ośrodka Kultury w Kiernozi. 
Działał w Związku Młodzieży Wiejskiej RP "Wici", przez pewien okres (1946-1947) w funkcji prezesa dla gminy Kiernozia. Był członkiem Polskiego Stronnictwa Ludowego, a następnie Zjednoczonym Stronnictwem Ludowym. W latach 1972-1976 pełnił funkcję Naczelnika Gminy Kiernozia. Działał w Ochotniczej Straży Pożarnej w Kiernozi, przez pewien czas w funkcji prezesa oraz kronikarza. Materiał zbierany na użytek kronik OSP oraz w toku pracy zawodowej i społecznej wykorzystywał do pracy nad publikacjami z zakresu historii Kiernozi. Był również członkiem zarządu Towarzystwa Dom Ludowy w Łowiczu.

## Publikacje (wybór)
- Kiernozia dawniej i dziś (2007)
- Wiśniewo w moich wspomnieniach (2010)
- Przyśpiewki czyli piosenki okolicznościowe (2012)

## Odznaczenia
- Krzyż Kawalerski Orderu Odrodzenia Polski[2]
- Złoty Krzyż Zasługi[2]
- Odznaka Zasłużony Działacz Kultury[2]
- Medal im. Bolesława Chomicza[2]
- Medal za Zasługi dla Ruchu Ludowego im. Wincentego Witosa[2]
- Złoty Znak Związku OSP[1]